# Misumenops spinifer
Misumenops spinifer là một loài nhện trong họ Thomisidae.
Loài này thuộc chi Misumenops. Misumenops spinifer được miêu tả năm 1937 bởi Piza.